# Hochschule der Polizei des Landes Brandenburg
Die Hochschule der Polizei des Landes Brandenburg (HPol) ist eine Hochschule des Landes Brandenburg für den Polizeivollzugsdienst mit Sitz in Oranienburg.

## Allgemein
An der Hochschule der Polizei des Landes Brandenburg findet die Aus- und Fortbildung aller Polizistinnen und Polizisten für das gesamte Bundesland statt.
Auf dem modernen Campus in Oranienburg werden die Beamten des mittleren und des gehobenen Polizeivollzugsdienstes des Landes Brandenburg ausgebildet. Das Hochschulgelände wurde 2006 fertiggestellt und verfügt über Hörsäle, Fachkabinette, eine Hochschulbibliothek und Lehrwache, eine Raumschießanlage, Sportplätze sowie eine Judo- und Sporthalle, WLAN und einen Verkehrsübungsplatz. Derzeit befinden sich mehr als 1000 Anwärter parallel in der 2 ½-jährigen Ausbildung beziehungsweise dem 3-jährigen Studium.
Zugleich dient die Hochschule der Pflege und Entwicklung der polizeibezogenen Wissenschaften durch Lehre, Studium, Fortbildung und Forschung. Das Studium auf dem Campus für den gehobenen Polizeivollzugsdienst wird als akkreditierter Bachelor-Studiengang „B.A. - Polizeivollzugsdienst/Police Service“ durchgeführt. Zusätzlich gibt es seit Oktober 2020 einen weiterbildenden Masterstudiengang „Kriminalistik“, um zur Fachkräftesicherung in der Kriminalpolizei beizutragen.
Weitere Aufgaben für die Hochschule der Polizei sind die Aufstiegsausbildung zum gehobenen und höheren Polizeivollzugsdienst. Teile des Aufstiegs in den höheren Polizeivollzugsdienst werden gemeinsam mit der Berliner Polizei durchgeführt. Auch die Ausbildung für die Polizei des Deutschen Bundestages wird auf dem Campus realisiert.
Die Organisation und zum Teil auch die Durchführung der polizeilichen Weiterbildung für das Land Brandenburg erfolgt ebenfalls von Oranienburg heraus. Um kurze Wege sicherzustellen, unterhält die Hochschule darüber hinaus dezentrale Weiterbildungsstandorte im ganzen Bundesland.

## Geschichte
Mit seiner Wiedergründung stand das Land Brandenburg 1990 auch vor der Aufgabe, seine Polizei für die Erfüllung ihrer Aufgaben ausreichend auszubilden. Im Laufe des Jahres 1991 wurden daher zwei Bildungseinrichtungen geschaffen.
An der Fachhochschule für öffentliche Verwaltung des Landes Brandenburg (FHöV) in Bernau (1991–1998) studierten die Anwärter des gehobenen Dienstes der Staatlichen und Kommunalen Verwaltung gemeinsam mit denen für den Polizeivollzugsdienst. Zugleich erfolgte dort die Anpassungsfortbildung für die Verwaltungsbediensteten des Landes und der Kommunalverwaltung.
An der Landespolizeischule (LPS) des Landes Brandenburg in Basdorf (1991–1998) erfolgte die Ausbildung des mittleren Polizeivollzugsdienstes, die Anpassungsfortbildung für alle Polizeibediensteten des Landes sowie die gesamte polizeibezogene Fortbildung. Neben der Präsenzausbildung für den mittleren Dienst wurden auch eine Aufstiegsausbildung und eine Fernausbildung für den gehobenen Dienst erfolgreich angeboten.
Die sich im Laufe der Jahre immer mehr vertiefende Zusammenarbeit beider Bildungseinrichtungen sowie eine Neuausrichtung in der Aus- und Fortbildung des Landes Brandenburg führten zur Zusammenführung von FHöV und LPS und Errichtung der FHPol mit Standort in Basdorf (1998–2006).
Im Zusammenhang mit der Polizeistrukturreform 2002 wurde die Verlagerung der FHPol von Basdorf nach Oranienburg beschlossen. Nach umfangreichen Modernisierungs- und Neubaumaßnahmen konnte die FHPol im Sommer 2006 ihren neuen, nach modernen Standards gestalteten, Campus beziehen. Das Gelände war in der Zeit des Nationalsozialismus als Kaserne der Schutzstaffel (SS) Teil des Lagerkomplexes des KZ Sachsenhausen. Die Wahl der historisch belasteten Örtlichkeit war nicht unumstritten. In Abstimmung mit der Gedenkstätte Sachsenhausen entschied sich die Landesregierung Brandenburg dann aber bewusst für den Umzug. Gerade dort, wo „in der Vergangenheit unter dem NS-Unrechtsregime die Freiheit brutal unterdrückt und Menschen entrechtet wurden,“ erfolge „die Ausbildung des Polizeinachwuchses heute streng gemäß der Prinzipien der Demokratie, der Rechtsstaatlichkeit und der Verhältnismäßigkeit der Mittel.“
Am 1. Juli 2019 wurde der Name in Hochschule der Polizei des Landes Brandenburg geändert.
Präsident der Hochschule war von 2004 bis 2021 Rainer Grieger. Am 29. Juni 2021 wurde die Professorin Heike Wagner als Nachfolgerin zur Präsidentin ernannt.
Am 29. Juli 2025 berichtete unter anderen die Bild (Zeitung), dass die Präsidentin Heike Wagner zwei mutmaßlich rechtsextreme Kommissaranwärter nach dreimonatiger Suspendierung trotz laufenden Ermittlungsverfahrens wegen Volksverhetzung vorläufig wieder in den Polizeidienst aufgenommen hat. Dies wurde vom Ministerium des Innern und für Kommunales des Landes Brandenburg mit Mitteilung vom selben Tag bestätigt. Zugleich verwies das Ministerium darauf, dass, nachdem die Anwärter die Dienstgeschäfte wieder aufgenommen hatten, ein Disziplinarverfahren eingeleitet werde.